# Lira, Uganda
Lira  este un oraș  în  Uganda. Este reședinta  districtului Lira.